# Dylan Teuns
Dylan Teuns (* 1. března 1992) je belgický profesionální silniční cyklista jezdící za UCI ProTeam Israel–Premier Tech.

## Kariéra
Teuns, jenž se narodil ve městě Diest ve Vlámském Brabantu, v současnosti bydlí ve městě Halen v provincii Limburk.

### BMC Racing Team (2015–2018)
Původně se Teuns připojil k týmu BMC Racing Team v druhé polovině sezóny 2014 jako stážista, a následující rok za tým začal závodit už jako stálý jezdec. V srpnu 2016 byl jmenován na startovní listině Vuelty a España 2016. V květnu 2017 byl jmenován na startovní listině Gira d'Italia 2017.
V červenci 2017 se Teuns zúčastnil etapového závodu Tour de Wallonie, na němž vyhrál 2 etapy, celkové pořadí a bodovací soutěž. O několik dní později vyhrál další etapový závod, a to Tour de Pologne, kde také triumfoval ve třetí etapě. V srpnu pak získal další celkové vítězství, a to na závodu Arctic Race of Norway. Mimo jiné zde zvítězil ve dvou etapách a v bodovací soutěži.

### Bahrain–Merida (2019–2022)
Po čtyřech letech strávených v týmu BMC Racing Team Teuns před startem sezóny 2019 přestoupil do týmu Bahrain–Merida. V červenci 2019 se Teuns zúčastnil se svým týmem Tour de France 2019. Zde se mu podařilo vyhrát šestou etapu s cílem na Planině krásných dívek. V cíli přesprintoval kolegu z úniku Giulia Cicconeho a mohl tak slavit své největší vítězství v kariéře.
Na Tour de France 2021 získal Teuns své druhé etapové vítězství na Tour de France v kariéře. Na závěrečném stoupání dne, Col de la Colombière, dojel Michaela Woodse, jenž jel sám na čele závodu, a těsně před vrcholem mu byl schopen ujet. Mezitím z pelotonu zaútočil Tadej Pogačar a začal stíhat závodníky v úniku, včetně Teunse. Pogačar se Teunsovi přiblížil až na 15 sekund, ale nakonec neriskoval ho dojet na mokrém sjezdu do cílové obce Le Grand-Bornand. Teuns tak mohl v cíli oslavit své vítězství.
Poté, co se na začátku sezóny 2022 zúčastnil dvou etapových závodů, a to Volta a la Comunitat Valenciana a Volta a Catalunya, se Teuns začal soustředit na klasiky. Díky svým konzistentním výkonům získal šesté místo na monumentu Kolem Flander, desáté místo na Amstel Gold Race a osmé místo na Brabantském šípu. Vrcholem jeho klasikářské kampaně pak bylo vítězství na klasice Valonský šíp, kde Teuns zaútočil na závěrečném výjezdu na Mur de Huy a dokázal za sebou nechat i pětinásobného vítěze Alejandra Valverde. Stal se tak prvním belgickým vítězem tohoto závodu od roku 2011, kdy zvítězil Philippe Gilbert. O několik dní později pak získal 6. místo na monumentu Lutych–Bastogne–Lutych, čímž završil své působení na jarních klasikách.

### Israel–Premier Tech (2022–)
V srpnu 2022 bylo oznámeno, že Teuns přestupuje s okamžitou účinností do UCI WorldTeamu Israel–Premier Tech, s nímž podepsal smlouvu do konce roku 2024.

## Hlavní výsledky
2009
6. místo Kolem Flander Juniores
2010
vítěz Omloop Het Nieuwsblad Juniores
2012
Ronde de l'Isard
4. místo celkově
2013
Triptyque Ardennais
vítěz 1. etapy
Ronde de l'Isard
3. místo celkově
5. místo Lutych–Bastogne–Lutych Espoirs
9. místo Memorial Van Coningsloo
2014
Tour de l'Avenir
vítěz 5. etapy
Giro della Valle d'Aosta
vítěz 3. etapy
Tour of Utah
 vítěz soutěže mladých jezdců
Tour de Bretagne
2. místo celkově
 vítěz soutěže mladých jezdců
vítěz 3. etapy
2. místo Lutych–Bastogne–Lutych Espoirs
2. místo Omloop Het Nieuwsblad Beloften
2. místo Piccolo Giro di Lombardia
6. místo Grand Prix de Wallonie
Tour of Britain
10. místo celkově
2015
Critérium du Dauphiné
vítěz 3. etapy (TTT)
3. místo Volta Limburg Classic
Kolem Belgie
4. místo celkově
2016
10. místo Volta Limburg Classic
2017
Arctic Race of Norway
 celkový vítěz
 vítěz bodovací soutěže
 vítěz soutěže mladých jezdců
vítěz etap 1 a 4
Tour de Wallonie
 celkový vítěz
 vítěz bodovací soutěže
vítěz etap 3 a 5
Tour de Pologne
 celkový vítěz
vítěz 3. etapy
3. místo Valonský šíp
6. místo Grand Prix de Wallonie
8. místo Grand Prix Pino Cerami
2018
3. místo Il Lombardia
3. místo Giro dell'Emilia
Tour de Pologne
5. místo celkově
Paříž–Nice
6. místo celkově
7. místo Brabantský šíp
2019
Tour de France
vítěz 6. etapy
Volta a la Comunitat Valenciana
5. místo celkově
5. místo Omloop Het Nieuwsblad
Critérium du Dauphiné
6. místo celkově
vítěz 2. etapy
9. místo Lutych–Bastogne–Lutych
Vuelta a Andalucía
10. místo celkově
Vuelta a España
lídr  po 6. etapě
2020
Vuelta a Andalucía
5. místo celkově
vítěz 5. etapy (ITT)
Volta a la Comunitat Valenciana
5. místo celkově
5. místo Gent–Wevelgem
2021
Tour de France
vítěz 8. etapy
Deutschland Tour
4. místo celkově
7. místo Brabantský šíp
Tour de Pologne
8. místo celkově
2022
vítěz Valonský šíp
Tour de Romandie
vítěz 1. etapy
4. místo Grand Prix de Wallonie
Tour of Britain
5. místo celkově
6. místo Kolem Flander
6. místo Lutych–Bastogne–Lutych
8. místo Brabantský šíp
10. místo Amstel Gold Race
2023
2. místo Grand Prix de Wallonie
Arctic Race of Norway
5. místo celkově
Tour de Suisse
9. místo celkově
Deutschland Tour
10. místo celkově
2024
2. místo Brabantský šíp
Kolem Flander
8. místo celkově

### Výsledky na Grand Tours
| Grand Tour      | 2016 | 2017 | 2018 | 2019 | 2020 | 2021 | 2022 | 2023 | 2024 |
| --------------- | ---- | ---- | ---- | ---- | ---- | ---- | ---- | ---- | ---- |
| Giro d'Italia   | —    | 75   | —    | —    | —    | —    | —    | —    |      |
| Tour de France  | —    | —    | —    | 44   | —    | 17   | 19   | 35   |      |
| Vuelta a España | 100  | —    | 33   | 12   | —    | —    | —    | —    |      |

### Výsledky na klasikách
| Monument               | 2015 | 2016 | 2017 | 2018 | 2019 | 2020 | 2021 | 2022 | 2023 | 2024 |
| ---------------------- | ---- | ---- | ---- | ---- | ---- | ---- | ---- | ---- | ---- | ---- |
| Milán – San Remo       | —    | —    | —    | —    | DNF  | 70   | —    | —    | —    | —    |
| Kolem Flander          | —    | —    | —    | —    | —    | 11   | 35   | 6    | 37   | 8    |
| Paříž–Roubaix          | —    | —    | —    | —    | —    | NS   | —    | DNF  | —    | —    |
| Lutych–Bastogne–Lutych | 31   | 17   | 24   | 20   | 9    | 27   | 34   | 6    | —    | 15   |
| Giro di Lombardia      | 70   | —    | —    | 3    | DNF  | —    | 37   | —    | DNF  |      |
| Klasika                | 2015 | 2016 | 2017 | 2018 | 2019 | 2020 | 2021 | 2022 | 2023 | 2024 |
| Omloop Het Nieuwsblad  | 38   | —    | —    | —    | 5    | 18   | 40   | —    | —    | 22   |
| Strade Bianche         | —    | —    | —    | —    | —    | DNF  | —    | —    | —    | 23   |
| Gent–Wevelgem          | —    | —    | 90   | —    | —    | 10   | —    | —    | —    | —    |
| Brabantský šíp         | 40   | 28   | 33   | 7    | 66   | 12   | 7    | 8    | —    | 2    |
| Amstel Gold Race       | 64   | 18   | 44   | 25   | 64   | NS   | 33   | 10   | —    | 15   |
| Valonský šíp           | 13   | 30   | 3    | 30   | 14   | —    | 32   | 1    | —    | DNF  |

| —   | Nezúčastnil se |
| DNF | Nedokončil     |
| JS  | Jede se        |
| NS  | Nekonalo se    |